# Pseudoprepotherium
Pseudoprepotherium ist eine ausgestorbene Gattung der Faultiere aus der Familie der Mylodontidae. Sie war im Mittleren und Oberen Miozän vor rund 16 bis 5,3 Millionen Jahren im nördlichen Südamerika verbreitet. Fossilfunde sind vor allem aus Venezuela und aus Peru überliefert. Sie kamen aus Ablagerungen zu Tage, die ein tropisches Klima mit wasserreicher Umgebung annehmen lassen. Die Funde beschränken sich mit Ausnahme einzelner Schädel- und Gebissfunde auf Gliedmaßenknochen. Anhand dieser kann auf einen mittelgroßen bis großen Vertreter der Mylodonten geschlossen werden. Die Gattung wurde im Jahr 1961 wissenschaftlich eingeführt. Es sind heute drei Arten bekannt, die ursprünglich jeweils anderen Gattungen zugesprochen worden.

## Merkmale
Pseudoprepotherium ist ein mittelgroßer bis großer Vertreter der Mylodontidae. Das bisher belegte Fundmaterial besteht überwiegend aus Gliedmaßenknochen, beinhaltet aber auch einzelne Schädel und Kieferreste. Anhand eines rund 42 cm langen Oberschenkelknochens wird für die kleineren Angehörigen ein Körpergewicht von rund 550 kg rekonstruiert. Große Formen mit Femurlängen von 56 bis 59 cm wogen schätzungsweise zwischen 1,52 und 1,86 t. Ein überlieferter Schädel weist eine Länge von 43 cm auf, ist aber teils stärker seitlich deformiert, wodurch nur wenige Merkmale erkennbar sind. Charakteristisch war eine deutlich geknickte Profillinie. Das Rostrum und der Hirnschädel standen aufgrund dessen in einem Winkel von 130° zueinander. Am Hinterhauptsbein ragten die Gelenkfortsätze für die Halswirbelsäule wenig prominent hervor. Am Oberkiefer lassen sich die Alveolen der für die Mylodonten typischen fünf Zähne je Zahnreihe erkennen, die beiden vorderen sind aber schlecht erhalten. Anhand der Alveolen ist ersichtlich, dass der hinterste Zahn am kleinsten war und möglicherweise zwei Lappen (bilobat) aufwies. Der vierte und dritte Zahn waren jeweils verlängert.
Der Oberschenkelknochen hob sich wie bei den Mylodontidae üblich durch seine vorn und hinten flache, brettartige Gestalt hervor. Der Schaft verlief seitlich leicht gebogen. Zwischen dem kugeligen Gelenkkopf und dem Großen Rollhügel trat eine nur flache Eindellung auf. Der Große Rollhügel war massiv, aber wenig erhaben. Sein Scheitelpunkt lag auf Höhe des Gelenkkopfes oder etwas darunter und somit niedriger als im Vergleich zu Magdalenabradys. Der Kleine Rollhügel zeigte sich nur schwach entwickelt. Etwa auf Mitte des Schaftes zeichnete sich der Dritte Rollhügel als leichte Aufwölbung ab, er setzte sich als Kante bis zum unteren Gelenkende fort. Die Position stimmte in etwa mit der bei Magdalenabradys überein, befand sich jedoch niedriger als bei Eionaletherium. Das untere Gelenkende war teilweise aus der Schaftachse gedreht. Die innere Gelenkrolle wurde größer als die äußere. Gegenüber dem oberen Gelenkende war das untere etwas schmaler. Ein mit einem rund 56 cm langen Oberschenkelknochen assoziiertes Schienbein wies eine Länge von 29 cm auf. Dies entspricht dem bei anderen Mylodonten bekannten Verhältnis von extrem kurzen unteren Abschnitten der Hinterbeine im Vergleich zu den oberen. Das Schienbein wurde dadurch nur knapp halb so lang wie der Oberschenkelknochen. Die Proportionen ähneln weitgehend denen von Lestodon, während Glossotherium noch kürzere untere Beinabschnitte besaß. Der Schaft des Schienbeins verengte sich in der Mitte stark, die Gelenkenden wiederum kragten weit aus.

## Fossilfunde
Funde von Pseudoprepotherium sind bisher nur aus dem nördlichen Teil Südamerikas belegt. Der für die Gattung definierende Fossilrest kam in der Río-Yuca-Formation am Río Tucupido rund 11 km westsüdwestlich von Guanare im venezolanischen Bundesstaat Portuguesa zu Taqe. Es handelt sich um einen Oberschenkelknochen, der bereits im ersten Drittel des 20. Jahrhunderts aufgefunden worden war. Die Fundstelle war danach lange Zeit unzugänglich, da sie bei der Anlage eines Stausees (das Reservoir Virgen de la Coromoto) versank. Eine neue Fossillokalität am Ostufer des Sees stimmt aber räumlich und zeitlich weitgehend mit dem Originalfundplatz überein. Diese wurde im Jahr 2016 in einer Publikation bekannt gegeben. Der Fundplatz enthielt eine kleine Kollektion an Wirbeltieren, so etwa Reste von Fischen und Krokodilen wie Purussaurus, des Weiteren auch Gepanzerte Nebengelenktiere aus der Gruppe der Peltephilididae und Südamerikanische Huftiere. Die Río-Yuca-Formation besteht weitgehend aus Kalk- und Sandsteinen mit einzelnen Zwischenlagen aus Konglomeraten. Sie entstand in einem Süßwassermilieu mit einem Bildungszeitraum möglicherweise im Mittleren und Oberen Miozän.
Das bisher umfangreichste Fossilmaterial gehört der Urumaco-Sequenz an, eine komplexe Ablagerungseinheit, die überwiegend im rund 36.000 km² großen Falcón-Becken im venezolanischen Bundesstaat Falcón aufgeschlossen ist. Sie setzt sich aus den lithostratigraphischen Einheiten der Socorro-, der Urumaco- und der Codore-Formation zusammen, wobei sich Reste von Pseudoprepotherium auf die beiden unteren und erstgenannten Abfolgen beschränken. Die Urumaco-Sequenz deckt den Zeitraum vom Mittleren Miozän bis zum Unteren Pliozän ab. Die Hauptbestandteile bilden verschiedene Lagen aus Sand-, Ton-/Schluff- und Kalksteine, in die zumindest in der Urumaco-Formation einzelne Kohleflöze eingebettet sind. Die Gesteinsschichten entstanden in einem ursprünglich küstennahen Gebiet unter dem Einfluss eines Flussdeltas. Aus der gesamten Urumaco-Sequenz ist eine große Anzahl an Fundstellen belegt, deren Erforschung bereits in den 1950er Jahren begann. Sie verteilen sich auf gut 60 unterschiedliche stratigraphische Ebenen. Das Fundmaterial setzt sich zu einem größeren Teil aus Fischen, vor allem Haie und Rochen, zusammen. Daneben kommen auch Reptilien wie Schildkröten, Krokodile sowie vereinzelt Schlangen vor, ebenso wie Säugetiere, die unter anderem mit Nagetieren, Südamerikanischen Huftieren, Seekühen und Nebengelenktieren in Erscheinung treten. Die Nebengelenktiere weisen eine hohe Diversität auf, die nahezu jene der zeitgleichen Fauna des südlichen Südamerikas in der Pamparegion oder in Mesopotamia erreicht. Nachgewiesen sind Gürteltiere, die Pampatheriidae und die Glyptodontidae sowie Faultiere. Hauptsächlich Ende des 20. und zu Beginn des 21. Jahrhunderts wurden zahlreiche neue Formen beschrieben, so etwa Urumacocnus und Pattersonocnus aus der Gruppe der Megalonychidae, Urumaquia und Proeremotherium als Vertreter der großen Megatheriidae sowie Magdalenabradys, Bolivartherium, Eionaletherium und Urumacotherium aus der Linie der Mylodontidae und deren unmittelbaren Verwandten. Als ein besonderer Umstand der Taphonomie ist die häufige Überlieferung von Gliedmaßenelementen bei den Faultieren zu bewerten, jedoch sind von Pseudoprepotherium auch Reste des Schädels dokumentiert.
Möglicherweise zu Pseudoprepotherium zu stellende Funde stammen aus dem westlichen Amazonasbecken und datieren ebenfalls in das Mittlere bis Obere Miozän. Sie reihen sich in eine größere Anzahl an Fossilresten zahlreicher lokaler Fundstätten ein, die sich auf ein großflächiges Gebiet verteilen. Bedeutende Fundbereiche liegen am Río Sepa und am Río Inuya, die im zentralen Peru in den Río Urubamba münden. Von hier aus erstreckt sich das Fundgebiet ostwärts bis in das westliche Brasilien und nördliche Bolivien sowie nordwärts bis in die Region um Iquitos im Norden Perus. Das Fundmaterial gehört der Pebas-, der Ipururo- und der Solimões-Formation an. Diese gehen in eine Phase zurück, als der sogenannte „Proto-Amazonas“ bestand, eine von Seen, Sümpfen und Flüssen charakterisierte Landschaft mit Verbindungen zur Karibik. Es lässt sich heute als Pebas megawetland beschreiben. Ein Teil der Funde wird allerdings der Art Pseudoprepotherium confusum zugewiesen, die heute als Typusform der Gattung Magdalenabradys gilt. Andere Funde von Pseudoprepotherium der Region gehören dem Übergang zum Oberen Miozän an und umfassen unter anderem einen Unterkiefer. Zeitgleich traten im Pebas megawetland auch das verwandte Urumacotherium und Megathericulus aus der Gruppe der Megatherien auf.

## Paläobiologie
Aufgrund der weit nördlichen Verbreitung in Südamerika war Pseudoprepotherium wahrscheinlich stärker an tropische Klimaverhältnisse angepasst. Dafür sprechen auch weitgehend die Fundlagen in den Ablagerungseinheiten der Urumaco-Sequenz. Ein möglicherweise zu Pseudoprepotherium zu stellendes rund 23 cm langes Schienbein aus der mittelmiozänen Pebas-Formation bei Iquitos im westlichen Amazonasbecken zeigt über 60 Bissmarken, die nach Größe und Anordnung wohl von einem Jungtier eines großen Krokodils der Gattung Purussaurus verursacht worden waren. Die Größe der Bissmarken von 3 bis 15 mm Durchmesser ermöglichen eine Rekonstruktion der Länge des Angreifers mit rund 4 m. Er erwischte seine Beute mit den vorderen Zähnen. Attacken auf die Hinterbeine sind auch von heutigen Krokodilen bekannt.

## Systematik
Pseudoprepotherium ist eine ausgestorbene Gattung aus der ebenfalls erloschenen Familie der Mylodontidae innerhalb der Ordnung der Faultiere (Folivora). Die Mylodontidae wiederum werden häufig gemeinsam mit den Orophodontidae und den Scelidotheriidae zur Überfamilie der Mylodontoidea gestellt (allerdings gelten die Scelidotheriidae und die Orophodontidae teilweise auch nur als Unterfamilie der Mylodontidae). In einer klassischen, auf skelettanatomischen Merkmalen beruhenden Systematik bilden die Mylodontoidea die Schwestergruppe der Megatherioidea und damit eine der zwei großen Entwicklungslinien der Faultiere. Molekulargenetische Analysen und Proteinuntersuchungen differenzieren mit den Megalocnoidea zusätzlich noch eine dritte große Linie aus. Nach den Ergebnissen der letzteren beiden Analyseverfahren schließen die Mylodontoidea mit den Zweifinger-Faultieren (Choloepus) auch eine der zwei heute noch bestehenden Faultiergattungen ein. Die Mylodontidae bilden eine der vielfältigsten Gruppen innerhalb der Faultiere. Kennzeichnende Merkmale finden sich in den hochkronigen Zähnen, die abweichend von denen der Megatherioidea und der Megalocnoidea eine eher flache (lobate) Kaufläche besitzen. Diese besondere Zahnstruktur gilt weitgehend als stärkere Anpassung an grashaltige Nahrung. Die hinteren Zähne weisen einen runden, ovalen oder komplexeren Querschnitt auf und entsprechen molarenartigen Zähnen. Der jeweils vorderste Zahn ist eckzahnartig gestaltet. Der Hinterfuß zeigt zudem deutlich Drehungen, so dass die Sohle nach innen zeigt. Die Mylodonten lassen sich erstmals im Oligozän nachweisen, zu den frühesten Formen gehört Paroctodontotherium aus Salla-Luribay in Bolivien.
Die innere Gliederung der Mylodontidae ist komplex und gegenwärtig in Diskussion. Eine relativ weite Anerkennung finden zumeist nur die späten Entwicklungslinien mit den Mylodontinae und den Lestodontinae, wie dies mehrere Studien seit dem Jahr 2004 aufzeigen, sie werden aber teils auch ablehnend diskutiert. Andere Linien, die je nach Bearbeiter mit den Nematheriinae, den Octomylodontinae oder den Urumacotheriinae in Verbindung gebracht werden, sind dagegen stärker umstritten. Insbesondere letztere fassen die die spätmiozänen Vertreter des nördlichen Südamerikas zusammen. Prinzipiell mahnen zahlreiche Forscher eine Revision für die gesamte Familie an, da zahlreiche der höheren taxonomischen Einheiten keine formale Diagnose besitzen. Die Stellung von Pseudoprepotherium innerhalb der Mylodonten ist dadurch nicht eindeutig, da sich die Gattung weitgehend über die Gliedmaßenknochen definiert. Beruhend auf deren Merkmale verweisen stammesgeschichtliche Analyse Pseudoprepotherium in eine nähere Verwandtschaft mit einigen moderneren Vertretern, so mit Thinobadistes, einer weitgehend in Mittel- und Nordamerika nachgewiesenen Form. Allerdings bieten die Gliedmaßenknochen zumeist nur eine eingeschränkte Merkmalsauswahl zur Bestimmung der Verwandtschaftsverhältnisse. Untersuchungen an dem wenigen Schädelmaterial sehen daher Pseudoprepotherium deutlich basaler in den Mylodonten eingebettet und rücken die Form teilweise näher an Urumacotherium, jedoch auch zu den Scelidotheriidae.
Die Bezeichnung Pseudoprepotherium wurde im Jahr 1961 von Robert Hoffstetter wissenschaftlich eingeführt. Er erwähnte sie im Rahmen einer Publikation einer Skelettbeschreibung von Planops, einem Vertreter der Megatheriidae aus der Santa-Cruz-Formation des Unteren und Mittleren Miozäns in Patagonien. Hierbei nahm er auch Bezug auf die dort ebenfalls vorkommende und nahe verwandte Gattung Prepotherium. Beide waren bereits Ende des 19. Jahrhunderts von Florentino Ameghino anhand von Funden aus der Santa-Cruz-Formation beschrieben worden. Im Jahr 1934 hatte R. Lee Collins einen Oberschenkelknochen aus der Río-Yuca-Formation am Río Tucupido bei Guanare im venezolanischen Bundesstaat Portuguesa zu Prepotherium verwiesen und mit ihm die neue Art Prepotherium venezuelanum aufgestellt. Hoffstetter ordnete 1961 dann diesen Oberschenkelknochen aufgrund von anatomischen Differenzen aus der Gattung Prepotherium aus und etablierte mit Pseudoprepotherium eine neue. Deren systematische Stellung sah er vorerst als uneindeutig an. Im Jahr 1985 verschob Sue Hirschfeld Pseudoprepotherium zu den Mylodontidae. Ihre Einschätzung fußte dabei auf umfangreichem Fundmaterial aus der bedeutenden mittelmiozänen Fossillagerstätte von La Venta in Kolumbien in Verbindung mit Collins Oberschenkelfund. Im Nachhinein erwies sich Hirschfelds Merkmalsdiagnose als inkorrekt, da Collins Fund aus der Río-Yuca-Formation und das La-Venta-Material aus heutiger Sicht unterschiedlichen Gattungen zugeschrieben wird, ihre Einschätzung bezüglich der Position von Pseudoprepotherium wird aber aufgrund der Merkmale des Oberschenkelknochens bis heute geteilt.
Insgesamt sind heute drei Arten von Pseudoprepotherium bekannt:
- P. socorrensis (Carlini, Scillato-Yané & Sánchez, 2006)
- P. urumaquensis (Carlini, Scillato-Yané & Sánchez, 2006)
- P. venezuelanum (Collins, 1934)

Hierbei bildet P. venezuelanum die Typusart und mit einer Oberschenkelknochenlänge von rund 42 cm den kleinsten Vertreter. Sie basiert auf der von R. Lee Collins im Jahr 1934 als Prepotherium venezuelanum eingeführten Form. Die beiden anderen und mit Femurlängen von 56 bis 59 cm deutlich größeren Arten erhielten im Jahr 2006 durch ein Arbeitsteam um Alfredo A. Carlini ihre Anerkennung, wurden aber ursprünglich in der Gattung Mirandabradys geführt. Diese hatten Carlini und Kollegen über zahlreiches Fundmaterial aus der Urumaco-Sequenz im Falcón-Becken des nordwestlichen Venezuelas definiert, deren zeitliche Reichweite das Mittlere und Obere Miozän umfasst. Eine Revision der Fossilreste durch Ascanio D. Rincón und H. Gregory McDonald im Jahr 2020 führte jedoch zur Auflösung der Gattung und zum Verweis in die Gattung Pseudoprepotherium, was weitgehend über die Gestaltung des Oberschenkelknochens begründet wurde. Eine dritte von Carlini und Kollegen mit Mirandabradys zabasi benannte Art ebenfalls aus der Urumaco-Sequenz gilt als Nomen dubium, da deren Femur nicht die entsprechenden diagnostischen Merkmale von Mirandabradys beziehungsweise Pseudoprepotherium erkennen lässt (ein Oberschenkelknochen von Mirandabradys zabasi war ursprünglich von Omar J. Linares 2004 zum riesigen Lestodon gestellt worden, das im nördlichen Südamerika nicht auftrat; Carlini und Kollegen 2006 lagerten den Femur in Mirandabradys zabasi aus und verschoben den Rest, einen Schädel, zu Bolivartherium, dem sie weiteres Skelettmaterial zuordneten; Rincón und McDonald wiederum behielten 2020 nur den Schädel bei Bolivartherium und spalteten Magdalenabradys basierend auf den postcranialen Skelettelementen ab). Bereits im Jahr 1985 hatte Sue Hirschfeld die Art Pseudoprepotherium confusum benannt. Grundlage hierfür bildeten ein Schädel und mehrere Gliedmaßenknochen aus La Venta. Bezugnehmend auf Abweichungen im Bau des Oberschenkelknochens stuften Rincón und McDonald die Form 2020 als Nominatform ihrer neuen Gattung Magdalenabradys ein.